# Bund-Länder-Fachausschuss
Als Bund-Länder-Fachausschuss, selten auch in der Schreibweise Bund/Länder-Fachausschuss, oder Bund-Länder-Arbeitskreis werden in Deutschland solche Gremien bezeichnet, die den etwa zweimal jährlich tagenden Fachministerkonferenzen des Bundes und der Bundesländer zuarbeiten oder europäische Politikfelder behandeln, die im deutschen, föderalen Staatsaufbau nur im Zusammenwirken der Bundesregierung mit den Regierungen der Bundesländer erfolgreich umgesetzt werden können. Mitglieder der Fachausschüsse sind Beamte oder Angestellte der jeweils zuständigen Ministerien, in der Regel auf Ebene der Abteilungsleiter, seltener auch Referatsleiter.
Die Abkürzung lautet BLFA, oft mit dem Kürzel des betreffenden Sachgebiets (zum Beispiel BLFA-StVO, in dem Interpretations- und Änderungsbedarfe an der Straßenverkehrs-Ordnung diskutiert werden).
Nachfolgend aufgeführt sind Beispiele für Bund-Länder-Fachausschüsse zum Verkehrswesen, die der Verkehrsministerkonferenz der Bundesländer (VMK) zuarbeiten:
- zu Ziviler Verteidigung im Straßenwesen[2]
- zum Güterkraftverkehr
- zur Luftfahrt, BLFA-L
- zu Fahrerlaubnisrecht / Fahrlehrerrecht[3]
- zum Straßenpersonenverkehr[4]
- zum Gesetz über Ordnungswidrigkeiten, BLFA OWi[5]-OwiG[6]
- zur Beförderung gefährlicher Güter, BLFA GG[7]
- zur Beförderung gefährlicher Güter, nur der Küstenländer, BLFA-KL[7]
- zur Straßenverkehrs-Zulassungs-Ordnung und Technischem Kraftfahrwesen, BLFA-TK[8]
- Bund-Länder Ausschuss für Umweltchemikalien, BLAU[7]
- zur IT-Koordinierung im Straßenwesen
- zur Straßenbahn-Bau- und Betriebsordnung, BLFA-BOStrab

Beispiel zur Innenpolitik:
- Arbeitskreise I bis VI der Innenministerkonferenz

Beispiel zum Meeresschutz:
- Bund/Länderausschuss Nord- und Ostsee[9]

Beispiel für die Zusammenarbeit zwischen dem Auswärtigen Amt (AA) und der Kultusministerkonferenz (KMK)
- Bund-Länder-Ausschuss für schulische Arbeit im Ausland